# Tiapoum (département)
Le département de Tiapoum est un département de Côte d'Ivoire. Son chef-lieu est Tiapoum. Ce département est composé de 3 sous-préfectures, à savoir celle de Tiapoum, de Noé et celle de Nouamou.